# Сајберфобија
Сајберфобија је концепт уведен 1980. године, описан као специфична фобија изражена као "ирационалан страх или одбојност према рачунарима", или, уопштено, страх и/или немогућност учења о новим технологијама.
Неки облици сајберфобије иду од пасивнијих облика технофобије, оних који су равнодушни према "сајберпростору", до реакције људи који виде дигиталну технологију као средство наметнутог надзора; екстремније реакције могу укључити антитехнолошку параноју изражену кроз друштвене покрете који се радикално супротстављају "технолошком друштву" и "новом светском поретку".

## Симптоми
Људи који пате од сајберфобије често избегавају рачунаре и другу технологију, не успевају да заврше задатке који захтевају рачунаре и одбијају да бекапују хард дискове или организују фајлове. Други симптоми су ненормално знојење, сува уста, мучнина, дрхтавица, палпитација срца и губљење даха.

## Лечење
Лечење сајберфобије подстиче сајберфоба да приступи и учи о новим технологијама.